# Térée
Selon la mythologie grecque, Térée (en grec ancien Τηρεύς / Têreús) est le fils d'Arès ; il vivait en Phocide à Daulis et régnait sur les Thraces.
Jean de la Fontaine fait allusion à Térée dans sa fable Le Milan et le Rossignol.

## L'histoire selon Ovide
Pour remercier Térée d'avoir remporté une victoire, le roi d'Athènes Pandion lui donne sa fille Procné pour épouse, mais le mariage est célébré sous de mauvais auspices (un hibou se pose au-dessus de la chambre nuptiale). Ils engendrent un fils, Itys. Procné demande à son époux de revoir sa sœur, Philomèle, et il se rend à Athènes dans ce but. Dès qu'il aperçoit Philomèle, Térée s'enflamme de désir pour elle et lui fait une cour assidue. Pandion, inconscient de la situation, lui confie Philomèle, qui veut revoir Procné ; mais dès leur retour, Térée séquestre Philomèle dans une bergerie, il la viole puis lui coupe la langue pour l'empêcher de révéler son crime, et la fait enfermer. Il invente une histoire pour faire croire à Procné que sa sœur est morte.
Cependant, Philomèle brode le récit de son calvaire sur une étoffe, qu'elle fait porter à Procné par une servante. À la faveur d'une fête bacchique, Procné revêt un déguisement et parvient à retrouver sa sœur. Constatant la réalité du crime, elle tue Itys (le fils qu'elle a eu de Térée) par vengeance, et le fait cuire avant de le faire servir à son époux, qui s'en délecte sans savoir de quoi il s'agit. Lorsqu'il demande à faire venir Itys, Procné lui répond : « Tu as en toi celui que tu réclames ! ». Philomèle apparaît alors et lui jette au visage la tête coupée de son fils. Hors de lui, Térée se lance à la poursuite des deux sœurs, mais celles-ci se transforment en oiseaux : la première s'envole vers les forêts, et la seconde va sous un toit, conservant sur sa poitrine une tache de sang qui rappelle le meurtre. Térée lui-même est changé en huppe, oiseau dont le long bec évoque son épée, ou, selon d'autres versions, en vautour.
Le texte ne dit pas clairement quelle sœur devient quel oiseau. Danièle Robert commente en note de sa traduction : « Procné est changée en rossignol, Philomèle en hirondelle ». Peut-être par suite de cette imprécision, c'est Procné qui est devenu le nom de diverses espèces d'hirondelles, et Philomèle celui du rossignol.

## Autres versions
Le mythologue Robert Graves interprète la légende d'une façon tout à fait personnelle, corrigeant les sources. Son récit est le suivant :
Appelé à son secours par le roi d'Athènes, Pandion, en guerre contre Labdacos au sujet des frontières du territoire, Térée mit fin au conflit en emportant la victoire.
Pandion lui accorda alors la main de sa fille Procné en remerciement, dont il eut un fils, Itys.
Mais Térée tomba amoureux de Philomèle, la jeune sœur de Procné, ravi par sa voix. Il enferma Procné avec les esclaves dans une cabane, près de Daulis, puis dit à Pandion qu'elle était morte.
Pour le consoler, le roi lui offrit alors Philomèle, et fit escorter celle-ci de gardes athéniens jusqu'à Daulis pour son mariage. Arrivé en son royaume, Térée tua les gardes.
Après avoir possédé Philomèle de force, il coupa la langue de Procné qui avait appris la nouvelle, afin de la réduire au silence.
Désespérée et muette, cette dernière broda un message sur la future robe de mariée de sa sœur : « Procné est parmi les esclaves ». L'ayant vu, Philomèle partit à sa recherche.

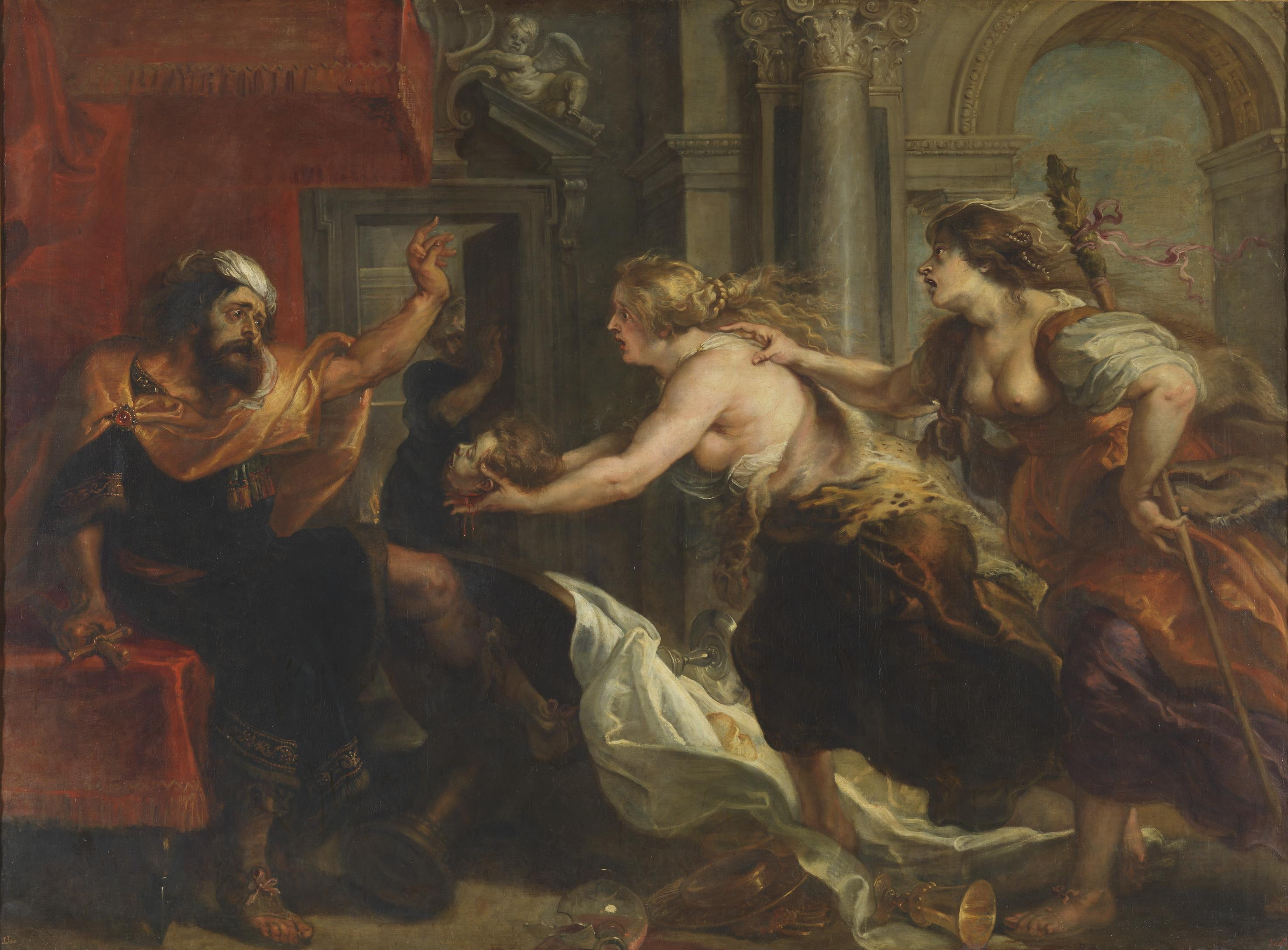
Térée confronté à la tête de son fils Itys, de Paul Rubens.

Délivrée, Procné tua son propre fils, Itys, le fit cuire, et le fit servir à dîner à Térée pour se venger.
Puis elle et sa sœur se hâtèrent de prendre la fuite. Quand Térée se rendit compte de ce qui était arrivé, il s'empara d'une hache et se lança à leur poursuite. Aux abois, les deux sœurs prièrent les dieux de les transformer en oiseaux : Procné devint une hirondelle, Philomèle un rossignol, et Térée se métamorphosa en huppe.

## Sources
- Pseudo-Apollodore, Bibliothèque [détail des éditions] [lire en ligne] (III, 14, 8).
- Homère, Odyssée [détail des éditions] [lire en ligne] (XIX, 418).
- Hygin, Fables [détail des éditions] [(la) lire en ligne] (XLV).
- Ovide, Métamorphoses [détail des éditions] [lire en ligne] (VI, 426-674).
- Pausanias, Description de la Grèce [détail des éditions] [lire en ligne] (I, 41, 8).

- Robert Graves (trad. de l'anglais par Mounir Hafez), Les Mythes Grecs [« Greek Myths »], Paris, Librairie générale française, coll. « Fayard », 2002, 1185 p. (ISBN 978-2-253-13030-7 et 2-253-13030-3), p. 266-270